# Orizabus rubricollis
Orizabus rubricollis är en skalbaggsart som beskrevs av Heinrich Bernward Prell 1914. Orizabus rubricollis ingår i släktet Orizabus och familjen Dynastidae. Inga underarter finns listade i Catalogue of Life.